# Blaise Diagne
Blaise Diagne (Gorée, 13 ottobre 1872 – Cambo-les-Bains, 11 maggio 1934) è stato un politico francese.
È stato il primo deputato di origine africana a essere eletto alla Camera dei Deputati francese nel 1914. Fu anche il primo africano a essere nominato sottosegretario di Stato per le Colonie. Basò la sua battaglia politica per l'assimilazione degli africani nella politica francese, sia durante la creazione delle istituzioni coloniali sia una volta che queste erano state create. Svolse anche un ruolo importante nel promuovere i diritti degli africani che prestavano servizio nelle truppe coloniali.

## Biografia
Nato a Gorée da padre di etnia lebu, Niokhor Diagne, cuoco e marinaio, e da madre di etnia manjack, originaria della Guinea portoghese, Gnagna Anthony Preira. Diagne fu adottato da bambino dalla famiglia Crespin, di origini miste di Gorée e Saint-Louis, e cristiana che lo affidarono ai Fratelli dell'istruzione cristiana di Ploërmel i quali lo battezzarono con il nome di "Blaise". Studiò in Francia prima di entrare nel servizio doganale francese nel 1892. Prestò servizio nel Dahomey (1893), nel Congo francese (1897), nella Riunione (1898), nel Madagascar (1902) e nella Guyana francese. Nel settembre 1899, mentre si trovava alla Riunione, Diagne si affiliò alla massoneria entrando in una loggia affiliata al Grand Orient de France.
Diagne fu eletto alla Camera dei Deputati di Francia nel 1914 come rappresentante dei Quattro Comuni (Dakar, Gorée, Saint-Louis e Rufisque). Membro del Partito Repubblicano-Socialista, riuscì a far approvare la legge del 29 settembre 1916 che, in cambio del loro arruolamento nell'esercito, concedeva definitivamente la cittadinanza francese agli indigeni dei "quattro comuni", senza assoggettarli al Codice Civile e senza far perdere loro lo status personale.
Dal 1914 al 1917 collaborò con la Sezione Francese dell'Internazionale Operaia, di stampo marxista-socialista, precursore del Partito socialista francese. Nel 1914, dopo essere diventato da poco deputato, Diagne fu determinante per l'intervento governativo durante un'epidemia di peste che colpì la cittadina di Dakar.
Nel gennaio 1918 fu quindi nominato da Georges Clemenceau Commissario Generale responsabile del reclutamento indigeno in Africa, insieme ad altri due socialisti, Compère-Morel, responsabile dell'Agricoltura, e Fernand Bouisson, responsabile della Marina Mercantile. L'azione di Diagne portò a un reclutamento più efficace nel 1918: 50.000 uomini per l'Africa Occidentale Francese e 15.000 per l'Africa Equatoriale Francese.
Nel primo dopoguerra Diagne, che continuerà a sedere stabilmente in Parlamento fino alla sua morte nel 1934, intraprese un'importante carriera amministrativa. Dall'ottobre 1918 al gennaio 1920 ricoprì infatti la carica di Commissario Generale del Ministero delle Colonie, con la supervisione del personale militare delle colonie e dei lavoratori dei possedimenti africani della Francia. In seguito alla repressione della manifestazione del 1º maggio 1919 Diagne si dimetterà dal partito e dal gruppo socialista pochi giorni dopo, rifiutando però di dimettersi da commissario governativo. Passerà poi agli indipendenti di Georges Mandel. Rimarrà commissario di governo fino all'ottobre 1921 (sotto i governi Clemenceau, Millerand, Leygues e Briand).
Eletto sindaco di Dakar nel 1920, nel 1930 rappresentò la Francia presso l'Ufficio Internazionale del Lavoro, il segretariato dell'Organizzazione Internazionale del Lavoro. Dal gennaio 1931 al febbraio 1932 fu Sottosegretario di Stato per le Colonie.

## Famiglia
Sposatosi nel 1909 con Marie-Odette Villain, ebbe quattro figli. Tra essi Raoul, primo calciatore nero a vestire la maglia della nazionale francese di calcio.

## Omaggi
Un viale ed un liceo di Dakar sono stati intitolati a Diagne.
Nel 2017 il presidente senegalese Abdoulaye Wade ha inaugurato il nuovo Aeroporto di Dakar-Blaise Diagne, situato a 40 km ad est della capitale senegalese.